# Nederlander Theatre
Il Davide T. Nederlander Theatre, precedentemente noto come National Theatre, Billy Rose Theatre e Trafalgar Theatre, è un teatro di Broadway sito nel quartiere di Midtown Manhattan a New York.

## Storia
Il teatro, progettato da William Neil Smith, aprì al pubblico il 1º settembre 1921 con il nome di National Theatre. Il teatro apparteneva originariamente alla Shubert Organization, che lo vendette ad Harry Fromkes; nel 1959 il teatro passò di mano all'impresario Billy Rose, che lo battezzò con il proprio nome. Infine, la Nederlander Organization lo acquistò nel 1979 e, dopo aver chiamato Trafalgar Theatre per breve tempo, nel 1980 lo rinominò definitivamente David T. Nederlander Theatre.
Nel 1939 il teatro ospitò la prima del dramma Le piccole volpi e per i primi decenni della sua attività il Nederlander allestì numerosi classici, tra cui Cyrano de Bergerac, Giulio Cesare, Vite in privato e la prima di Chi ha paura di Virginia Woolf? di Edward Albee. Dal 1996 il teatro ha ospitato la prima produzione di Broadway del musical Premio Pulitzer Rent, che rimase in cartellone fino al 2008 con grande successo di critica e pubblico. L'anno successivo il teatro ospitò un revival di Guys and Dolls con Oliver Platt con Lauren Graham. Negli anni 2010 il Nederlander Theatre è stato occupato da numerose produzioni di nuovi musical, tra cui Newsies (2012), War Paint con Christine Ebersole e Patti LuPone (2017) e Pretty Woman (2018), mentre nel 2020 è tornato alla prosa con Lehman Trilogy di Stefano Massini.